# Административно деление на Замбия
Замбия е разделена на 9 провинции, всяка управлявана от определен представител, който основно е подчинен на управляващия. Провинциите са разделени на общо 73 окръга. Провинциите са:
- Централна
- Копербелт
- Източна
- Луапула
- Лусака
- Северна
- Северозападна
- Южна
- Западна